# Eupithecia redingtonia
Eupithecia redingtonia är en fjärilsart som beskrevs av Mcdunnough 1949. Eupithecia redingtonia ingår i släktet Eupithecia och familjen mätare. Inga underarter finns listade i Catalogue of Life.